# Processo di Novgorod
Il processo di Novgorod fu l'ultimo dei tre processi tenuti nei tribunali sovietici del dopoguerra contro i militari stranieri accusati di aver commesso dei crimini di guerra durante la seconda guerra mondiale. Furono processati 19 prigionieri di guerra tedeschi, compresi i generali Kurt Herzog e Rupprecht: gli imputati furono accusati dei crimini di guerra commessi durante l'occupazione in URSS, la distruzione delle città sovietiche, i massacri dei civili e dei prigionieri di guerra sovietici. Diciotto dei diciannove imputati commisero i crimini nel nord-ovest della RSFSR. Rupprecht, fu anche accusato degli omicidi nel territorio della regione di Vitebsk nella RSS Bielorussa. Tre dei diciannove imputati furono inoltre accusati, tra l'altro, dei crimini commessi nel territorio della Lettonia. Un imputato, Wilrodt, commise dei crimini solo sul territorio della Bielorussia.
Tutti gli imputati ebbero avvocati difensori sovietici con l'opportunità di difendersi: tutti tranne Kurt Herzog si dichiararono colpevoli. Furono interrogati decine di testimoni. Di conseguenza, tutti i 19 prigionieri di guerra furono giudicati colpevoli e ciascuno fu condannato a 25 anni di lavoro forzato. Dopo la morte di Stalin, nel 1956, i detenuti sopravvissuti furono rimpatriati, e quindi, di fatto, furono effettivamente rilasciati.

## Nome del processo
Il fascicolo del caso, è nominato "Caso penale n. H-19094 con l'accusa di K. Herzog, F. Münch, I. Rupprecht e altri". Il verdetto usa un nome diverso, "Il caso delle atrocità degli invasori nazisti nel territorio delle regioni di Novgorod, Pskov e Leningrado". Nella letteratura storica scientifica, il caso è noto come "Processo di Novgorod".

## Contesto storico

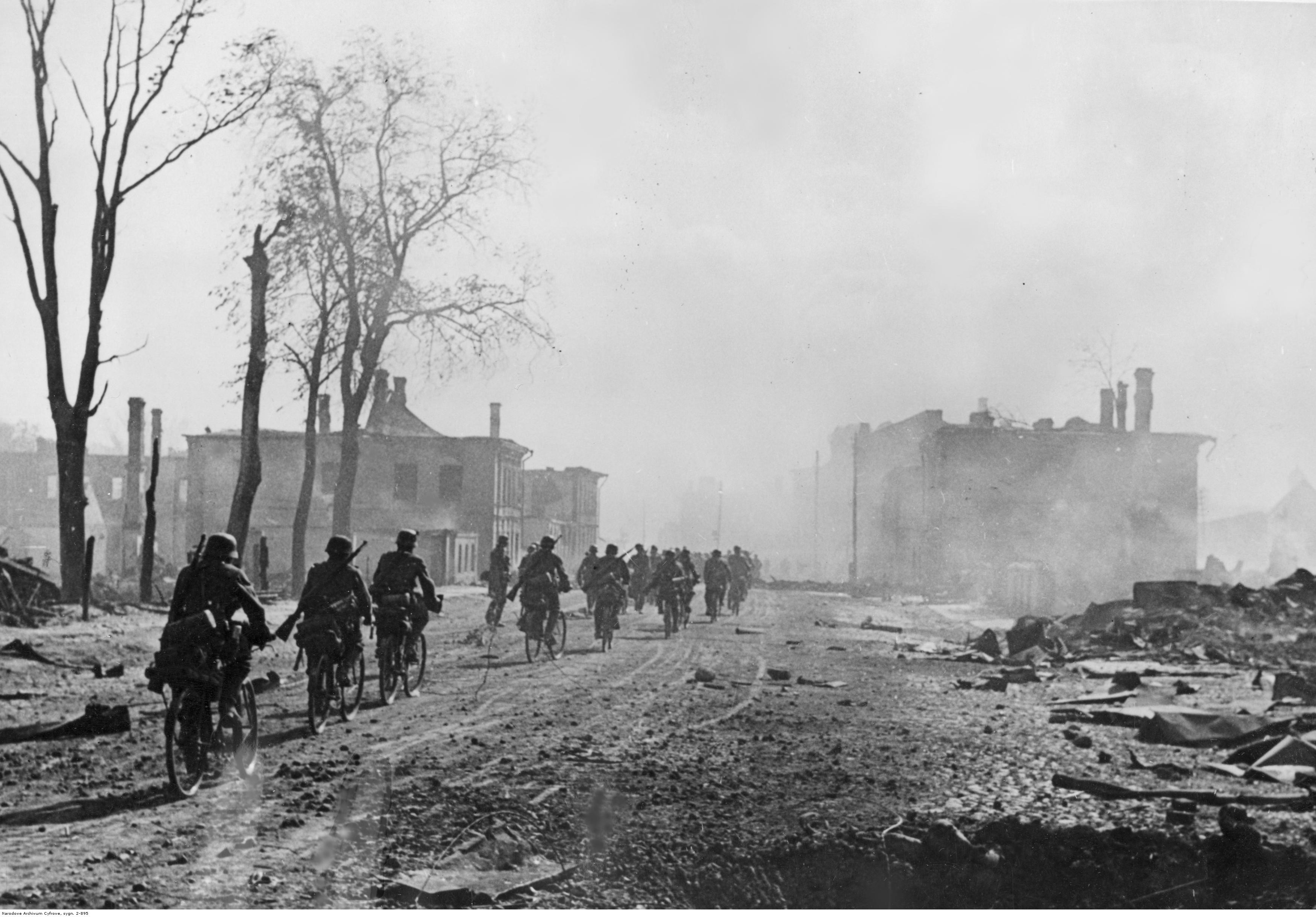
Le truppe tedesche entrano a Novgorod, agosto 1941

La regione di Novgorod, inglobata nella regione di Leningrado fino al 1944, fu parzialmente occupata nell'agosto 1941 per circa due anni e mezzo, fino al 1944.
Durante l'occupazione nel territorio della regione di Leningrado si verificò:
- Lo sterminio di massa dei civili, secondo la Commissione Straordinaria di Stato furono uccisi 52355 civili;
- Gli occupanti scacciarono con la forza 404 230 persone;
- Nei campi di prigionia, secondo la Commissione Straordinaria di Stato, 668470 soldati dell'Armata Rossa morirono di fame e furono uccisi;
- 20 città e 3135 altri insediamenti furono quasi completamente distrutti.

Novgorod subì molto l'occupazione:
- Dei 48 000 abitanti, ne restarono solo poche migliaia. Circa 45 000 persone furono evacuate, non ci fu il tempo di portare fuori 800 pazienti dall'ospedale psichiatrico Kolmovskij, che morirono durante l'occupazione;
- Nel 1943, la restante popolazione di Novgorod fu deportata negli Stati baltici e in Germania;
- Novgorod fu distrutta: le chiese furono smantellate in mattoni e legna da ardere, gli affreschi e le icone furono vandalizzati, le cupole dorate della Cattedrale di Santa Sofia furono riciclate in souvenir (portasigarette, piatti, bacinelle) e il monumento Millenario della Russia fu smontato per la spedizione in Germania.

Nel 1945-1946, i crimini di guerra sul territorio della regione di Leningrado furono considerati in altri due processi: il processo di Leningrado e il processo di Velikie Luki.

## Preparazione del processo
L'indagine sugli atti commessi dagli invasori a Novgorod iniziò subito dopo la liberazione della città. Il 29 gennaio 1944, nove giorni dopo la liberazione, una commissione iniziò a lavorare a Novgorod e nella regione sotto la guida del presidente della Commissione regionale straordinaria di stato di Leningrado Shtykov.
Secondo il verdetto del processo di Novgorod, il primo dei futuri imputati nel processo di Novgorod, Werner Findeisen, fu arrestato solo il 24 gennaio 1946. Nel 1947 seguirono gli arresti degli altri futuri imputati del processo di Novgorod: Mol (arrestato il 14 febbraio 1947), Frankenstein (arrestato il 21 marzo 1947), Kairat (arrestato l'11 aprile 1947), Presler (arrestato il 17 aprile 1947), Khabbe (arrestato il 12 maggio 1947).
Il 18 maggio 1947, Sergej Kruglov informò Vjačeslav Molotov della decisione di processare tre prigionieri di guerra tedeschi a Novgorod:
Kruglov riferì della necessità di portare in giudizio Rupprecht, sebbene nel maggio 1947 ancora non fosse stato arrestato. Il resto dei futuri imputati del processo di Novgorod furono arrestati solo nell'ottobre-novembre 1947.
La direttiva del 4 ottobre 1947, del viceministro degli affari interni Rjasnoj e del viceministro della sicurezza dello Stato Ogol'cov, ordinò ai dipartimenti regionali del Ministero degli affari interni e del Ministero della sicurezza dello Stato di utilizzare tutte le possibilità per organizzare il processo di Novgorod:
La direttiva del 4 ottobre 1947 prescrisse:
- Completare l'indagine del caso entro il 28 novembre 1947;
- Iniziare il processo il 10 dicembre 1947;
- Accelerare l'interrogatorio simultaneo di tutti i testimoni e dell'imputato, assegnando un investigatore per ogni imputato;
- Inviare gruppi speciali di operatori nelle aree per identificare e interrogare testimoni e vittime tra i cittadini sovietici;
- "[...] controllare tutti gli avvocati locali che saranno assegnati per difendere l'imputato al processo, non permettendo a persone indesiderabili di partecipare al processo";
- Attraverso il partito e la leadership sovietica della regione di Novgorod, garantire la copertura mediatica del processo sulla stampa locale, identificare la reazione della popolazione locale al processo e informarne il Ministero degli Affari Interni e il Ministero della Sicurezza dello Stato dell'URSS.

Fu creato uno speciale gruppo operativo-investigativo del Ministero dell'Interno (UMGB) composto da:
- Colonnello Majorov;
- Sottotenente Maničev;
- Sottotenente della milizia Nalesnyj;
- Tenenti Kirillov, Skornjakov e Surikov;
- Luogotenenti anziani Glušenko, Semenov e Suzdal'cev;
- Capitani Voronov, Isaenko, Korolev, Lavrov, Larionov, Modzalevskij, Nikolaev e Lupyšev;
- Maggiore Krotkov;
- Dipendenti del dipartimento investigativo dell'UMGB nella regione di Novgorod distaccati nel gruppo: il tenente B. M. Topornin e il maggiore I. I. Abramov.

Da parte del Ministero dell'Interno, l'indagine fu supervisionata dal capo del dipartimento di controspionaggio, il generale Asmolov.
Il 15 ottobre 1947, Majorov riferì delle difficoltà dell'indagine:
I membri del gruppo operativo-investigativo si recarono per raccogliere le prove nelle regioni di Novgorod, Pskov, Velikie Luki, Kalinin e nella RSS lettone. Interrogarono anche i prigionieri di guerra nei campi di Boroviči, Kazan', Segeža e Velikie Luki. Gli investigatori chiesero a Mosca gli imputati: ad esempio, gli inquirenti chiesero di escludere dall'elenco degli imputati Karl Lantrevits, ex Sonderführer, traduttore dell'ufficio del comandante della città di Ostrov. Secondo gli investigatori, non c'erano prove sufficienti contro Lantrevits. Comunque non si arrivò ad alcun accordo. Il 15 ottobre 1947 furono presenti 13 imputati, solo successivamente tra i testimoni, prigionieri di guerra tedeschi, furono identificati altri criminali raggiungendo quindi il numero di 19 imputati. Nell'ottobre 1947, tutti gli accusati furono rinchiusi nella prigione n. 1 del dipartimento di Novgorod del Ministero degli affari interni.
Gli arresti avvennero, secondo la sentenza, anche dopo il 15 ottobre 1947. Il 17 ottobre 1947 furono arrestati cinque prigionieri di guerra: Haunsberger, Fischer, Winter, Göring e Breuer. L'ultimo ad essere arrestato, sempre secondo il verdetto, fu Münch il 15 novembre 1947. Furono tutti tenuti separati gli uni dagli altri. Un investigatore e un traduttore lavorarono separatamente con ciascun accusato. I protocolli degli interrogatori e degli scontri furono redatti in russo e in tedesco. I rappresentanti dell'ufficio del pubblico ministero condussero i nuovi interrogatori.
Il 15 e 16 novembre 1947, i membri della Commissione speciale straordinaria di Novgorod per l'istituzione e l'indagine sulle atrocità degli invasori nazisti nella regione e nella città di Novgorod, aprirono le fosse a sud-ovest dei villaggi di Žestjanaja Gorka e Borovina, nella periferia del villaggio di Černaja (distretto di Bateckij). In nove fosse (ognuna lunga cinque o sei metri, larga tre o quattro e profonda tre) vi furono fino a 3700 morti: nelle teste erano presenti ferite mortali da arma da fuoco, le ossa presentavano tracce di danni da oggetti contundenti; in seguito furono aperte le fosse comuni vicino al campo di prigionia della stazione Ljuboljady.
L'esperto forense Vladimirskij firmò gli atti redatti che, insieme alle fotografie dell'esumazione, furono allegati al caso.

### Composizione del tribunale
La composizione del tribunale fu la seguente:
- Presidente - I. F. Isaenkov;
- Membri della corte - M. P. Baryševskij (colonnello della giustizia) e A. A. Maratov (colonnello della giustizia);
- Membro di riserva della corte - I. I. Samsonov (colonnello di giustizia);
- Segretario - A. N. Proskurjakov (Maggiore di Giustizia).

Il procuratore militare V. Z. Strekalovskij fu il pubblico ministero.

### Imputati del processo
Al processo di Novgorod furono accusati 19 prigionieri di guerra:
- Kurt Herzog, nato nel 1889, generale d'artiglieria, già comandante del 38º corpo d'armata;
- Münch Friedrich, classe 1908, capitano, già comandante della gendarmeria da campo del 38º Corpo d'armata;
- Rupprecht Josef, nato nel 1897, maggiore generale, ex comandante dell'ufficio del comandante di campo n. 607;
- Haunsperger Hans, nato nel 1895, maggiore, ex capo dipartimento dell'ufficio del primo comandante di campo n. 607;
- Dobler Peter, nato nel 1904, tenente, ex comandante della gendarmeria da campo dell'ufficio del comandante n. 607;
- Fischer Heinrich, nato nel 1910, maggiore di gendarmeria, già comandante del 561º battaglione della gendarmeria;
- Winter Karl, nato nel 1892, maggiore, ex comandante della sicurezza della città di Dno;
- Wilrodt Paul, nato nel 1892, maggiore, ex comandante del battaglione di sicurezza n. 989;
- Goering Josef, nato nel 1896, tenente colonnello, già comandante del battaglione di sicurezza;
- Frankenstein Albert, nato nel 1901, tenente, già capo della gendarmeria da campo dell'Ortkomendatura n. 1/321;
- Hubbe Fritz, classe 1908, sergente maggiore, ex vice capo della gendarmeria da campo dell'Ortkomendatura n. 1/321;
- Kairat Johann, classe 1901, sergente maggiore, già capo del distaccamento di gendarmeria da campo dell'Ortkomendatura n. 1/321;
- Presler Hans, nato nel 1912, sergente maggiore dell'esercito tedesco, ex gendarme dell'Ortkomendatura n. 1/321;
- Sasse Karl, nato nel 1896, colonnello, ex comandante dell'ufficio del comandante del campo n. 822;
- Meyer Benno, nato nel 1917, tenente, già capo del dipartimento dell'ufficio del 1º comandante del campo n. 822;
- Lantrevits Alexander, nato nel 1893, Sonderführer, ex traduttore dell'ufficio del comandante della città di Ostrov;
- Mol Willy, nato nel 1910, sergente maggiore, ex comandante del 402º plotone di gendarmeria;
- Breuer Max, nato nel 1894, maggiore dell'esercito tedesco, già comandante dell'Ortkomendatura della città di Idrica;
- Findeisen Werner, nato nel 1890, colonnello, già capo del distaccamento punitivo presso l'ufficio del comandante della retroguardia della 16ª armata.

Secondo il verdetto, 18 dei 19 imputati furono tedeschi, Hans Presler fu un austriaco, Alexander Lantrevits e Benno Meyer furono originari della Lettonia, che al momento della loro nascita faceva parte della Russia.

## Accuse
Secondo la sentenza, gli imputati furono accusati di:
- Kurt Herzog. Fino al novembre 1941 comandò la 291ª divisione e poi il 38º corpo d'armata. In questa veste, partecipò al "blocco, bombardamento di artiglieria, che ha provocato la morte di molti civili". Alcuni gruppi della divisione di stanza a Peterhof "hanno preso parte alla barbara distruzione di palazzi, musei e al saccheggio dei valori storici". Nel 1942-1943, fu l'organizzatore degli "atroci massacri di cittadini sovietici nella regione di Novgorod": in base alle sue istruzioni, la popolazione fu sistematicamente sterminata, almeno 2000 cittadini sovietici furono fucilati nel villaggio di Žestjanaja Gorka insieme ad altri 1100 cittadini sovietici e prigionieri di guerra. Nel 1943 da Novgorod, più di 100000 cittadini sovietici furono deportati in Germania. "Organizzò la distruzione e il saccheggio della città di Novgorod e dei suoi monumenti storici": i suoi subordinati nel 1942-1943 distrussero tutti gli edifici in pietra e gli edifici residenziali della città "indipendentemente dal loro valore storico", per riutilizzare i mattoni nella costruzione delle strutture difensive e delle strade. Nell'autunno del 1943, il monumento Millenario della Russia fu smantellato per essere spedito in Germania. Nel 1943, dalle cupole della Cattedrale di Santa Sofia e della Cattedrale di San Giorgio del Monastero di Jur'evskij fu rimosso il rivestimento d'oro e trasformato in souvenir (portasigarette, posacenere e altro). Nel 1944, fu distrutta la città di Ostrov e furono bruciati 180 villaggi.
- Friedrich Münch. Nel luglio 1943 nel villaggio di Černaja, distretto di Bateckij, uccise 20 cittadini sovietici (tra cui 6 donne), e nel maggio 1944 nel villaggio di Matjuchino, distretto di Ostrov, uccise 6 persone. Nell'ottobre 1943, Münch dai villaggi di Černaja e Volynka (distretto di Bateckij) deportò 240 cittadini sovietici in Germania;
- Josef Rupprecht, insieme ai suoi subordinati Haunsperger, Winter, Fischer, Goering, Wilrodt e Dobler. Nel 1943-1944 sul territorio di diverse regioni occupate (Porchovskij, Dnovskij, Soleckij, Osvejskij[18] e altri) stabilì un "regime brutale": con il pretesto di combattere i partigiani, sterminò i cittadini sovietici, distrusse gli insediamenti, deportò la popolazione "per il lavoro forzato in Germania" (allo stesso tempo, il bestiame fu requisito e le proprietà furono saccheggiate). Nel dicembre 1943 e nel gennaio 1944, Rupprecht organizzò 3 spedizioni punitive, durante le quali "più di 1400 cittadini sovietici furono fucilati, torturati e bruciati vivi [...] 3000 cittadini sovietici furono costretti al lavoro forzato in Germania e quelli incapaci di muoversi furono fucilati." Per ordine di Rupprecht, nell'aprile 1944 furono fucilati 7 cittadini sovietici a Verchnjadzvinsk e nel luglio 1944 3 persone furono fucilate a Dagda. Nell'agosto 1944, sempre per ordine di Rupprecht, un cittadino che portava un fucile per la resa fu fucilato a Verchnjadzvinsk. Durante la ritirata del febbraio 1944, secondo il piano redatto da Rupprecht, furono distrutte 3 città: Dno, Sol'cy e Porchov, dove 1100 edifici in pietra furono fatti saltare in aria.
- Hans Haunsperger. Il 13 dicembre 1943, su istruzione di Haunsperger, i suoi subordinati nel distretto di Dno bruciarono 10 insediamenti, spararono a 37 cittadini sovietici, arrestarono e portarono in Germania circa 600 persone, requisirono 30 capi di bestiame. All'inizio di gennaio 1944, nel distretto di Dno, secondo il piano Haunsperger (sviluppato insieme a Rupprecht), furono distrutti più di 25 insediamenti, "più di 200 cittadini sovietici civili furono fucilati e 46 furono bruciati vivi", circa 2000 cittadini furono deportati in Germania, e "le loro proprietà furono saccheggiate". Da Sabile e Renda, per ordine di Haunsperger, circa 400 cittadini sovietici furono deportati in Germania. Nel febbraio 1944, prima della ritirata delle truppe tedesche, Haunsperger partecipò (insieme a Rupprecht) allo sviluppo di un piano per la distruzione di tutti gli edifici in pietra a Dno, Porchov e Sol'cy.
- Peter Dobler. Nel dicembre 1943, con il suo gruppo di gendarmi, incendiò i villaggi della regione di Porchov (Opočno, Kievka, Ventin, Zagor'e, Železno e Staraja Aleksandrovka), la loro popolazione civile (1 100 persone) fu deportata in Germania, il bestiame e le proprietà furono portati via e durante questa spedizione si verificarono degli omicidi di cittadini sovietici. Soddisfacendo gli ordini di Rupprecht, Dobler e i suoi subordinati spararono a due cittadini sovietici nel novembre-dicembre 1943 alla periferia di Porchov (uno di loro fu fucilato personalmente da Dobler). Sempre a Dagda, Dobler sparò a tre cittadini sovietici, il 20 agosto 1944 Dobler a Jakobstadt sparò a un cittadino sovietico, nel gennaio 1945 Dobler sparò a 4 persone a Sabile (di cui due le fucilò personalmente).
- Heinrich Fischer. Nel dicembre 1943, nel distretto di Dno, per ordine di Fischer, i suoi subordinati bruciarono 5 villaggi, spararono a 12 abitanti e deportarono 600 persone in Germania. Nel gennaio 1944, per ordine di Fischer, i suoi subordinati bruciarono 18 insediamenti nella regione di Porchov, guidarono più di 500 persone in Germania. Allo stesso tempo, nei villaggi di Zamosov'e e Bol'šaja Kamenka, per ordine di Fischer, 42 cittadini sovietici furono bruciati vivi e 14 persone furono fucilate negli altri villaggi. Durante questa evacuazione "sono stati fucilati i malati e gli anziani, impossibilitati a muoversi autonomamente".
- Karl Winter. Comandante della polizia di sicurezza di Dno dal luglio 1942 al 22 febbraio 1944, creò una "zona morta" intorno alla città. Per ordine di Winter, 180 persone furono fucilate, 5 persone furono bruciate, 6 persone furono "soffocate con i gas", 30 insediamenti furono distrutti, 2 000 persone furono deportate in Germania mentre "la loro proprietà veniva saccheggiata". Durante l'evacuazione forzata di uno dei villaggi in un campo di Dno, "un gran numero di bambini è morto per congelamento sulla strada, privati dei vestiti caldi, depredati dai ladri tedeschi".
- Paul Wilrodt. Da marzo a giugno 1944 partecipò a spedizioni punitive nei distretti di Verchnjadzvinsk e Osvejsk della regione di Polack. Durante questo periodo, il battaglione Wilrodt arrestò circa 200 cittadini sovietici, di cui più di 100 furono fucilati e bruciati.
- Joseph Goering. Comandò un battaglione che sparò e bruciò 59 cittadini sovietici, distrusse 2 insediamenti (Malye Pustyn'ki e Oksanišče nella regione di Porchov nel febbraio 1944) e deportò 90 persone in Germania. Goering commise questi crimini nella regione di Porchov e nella regione di Sebež nel 1944.
- Alberto Frankenstein. Su sue istruzioni, i suoi subordinati spararono a più di 400 persone (di cui 50 con la partecipazione personale di Frankenstein), bruciarono 120 insediamenti nei distretti di Bežanicy e Aševskij[19] e guidarono 3 500 persone in Germania, e "il loro bestiame e le loro proprietà furono saccheggiati".
- Fritz Hubbe. Con la sua partecipazione furono uccise almeno 30 persone (di cui Hubbe uccise personalmente 11 persone): nell'estate del 1942 furono uccise 5 persone a Bežanicy, nel novembre 1942 altre 5 persone del villaggio di Turovo furono uccise, nell'ottobre 1942 nell'Aševskij rajon Hubbe uccise 4 persone, nel marzo 1943, per ordine di Frankenstein, Hubbe sparò al cittadino Limus. Nel dicembre 1943, Hubbe bruciò i villaggi di Malyj e Bol'šoj Lipovec e Šerstnevo nel distretto di Bežanicy e "la popolazione di questi villaggi fu portata al campo". Hubbe picchiò anche i cittadini sovietici durante gli interrogatori.
- Johann Kairat. Con la sua partecipazione personale furono uccise almeno 200 persone, 3 persone impiccate, 300 persone arrestate. Così, nel gennaio 1944, Kairat partecipò al massacro degli abitanti del villaggio di Stega, quando "i bambini furono strappati dalle mani delle loro madri e fucilati davanti ai loro occhi". Nel corso di questa rappresaglia, Kairat strappò un bambino di un anno dalle mani di Anna Ivanova, lo consegnò a una ragazza di 12 anni, quando quest'ultima si allontanò di pochi passi con il bambino, Kairat li uccise entrambi con una mitragliatrice, e mandò la madre di Ivanova Anna al campo. Allo stesso tempo, "dopo aver sparato all'ottantenne Ivan Liksunov, Kairat ha costretto sua figlia Tat'jana a portare il cadavere di suo padre nella casa in fiamme e a gettarlo nel fuoco, e dopo che lei, minacciata di morte, ha portato il cadavere di suo padre alla casa in fiamme, Kairat le sparò e gettò il cadavere nelle fiamme".
- Hans Presler. Partecipò alle esecuzioni dei cittadini sovietici e alla loro deportazione in Germania. Nel gennaio 1944 Presler, insieme a Kairat, partecipò al massacro nel villaggio di Stega. Alla stazione di Lozovicy, Presler sparò alla cittadina Jakovleva e al figlio di 2 anni. Nella primavera del 1943, con la partecipazione di Presler, nei distretti di Bežanicy, Novoržev e Kudever',[20] 100 persone furono fucilate e 30 persone furono deportate nei campi. Nell'autunno del 1943, Presler partecipò all'incendio di 22 insediamenti nei distretti di Bežanicy e Aševskij e nell'area del lago Dubec. Dai villaggi bruciati, deportò 750 persone in Germania.
- Karl Zasse. Nel periodo dall'ottobre 1942 al maggio 1944, sul territorio dei distretti Ostrovskij, Slavkovskij, Palkinskij e Sošichinskij, più di 500 persone furono uccise da lui e dai suoi subordinati, 17 persone furono impiccate, 140 persone furono bruciate vive, 71 persone morirono per le torture subite, 1122 insediamenti furono "bruciati e fatti saltare in aria", 20 000 persone furono deportate in Germania, 10000 capi di bestiame e 3000 cavalli furono "scelti dalla popolazione". Tra gli impiccati per ordine di Sasse nel dicembre 1942 a Ostrov ci fu l'eroe dell'Unione Sovietica Klavdija Nazarova. Tra gli uccisi ci furono anche uomini di 90 e 100 anni;
- Max Breuer. Nel periodo dall'ottobre 1943 al luglio 1944 deportò 20000 cittadini sovietici in Germania. Nei campi subordinati a Breuer "centinaia di persone sono morte per fame, freddo, malattie epidemiche e torture". Nella stanza dell'ufficio del comandante di Idrica, i cittadini sovietici furono picchiati e fucilati. Nell'agosto e nell'ottobre 1943, per ordine di Breuer, furono fucilati 4 cittadini sovietici. Nello stesso periodo, sempre per ordine di Breuer, furono bruciati 6 villaggi (Dobryši, Savino, Kickovo, Roevo, Gvozdi e Rozin'ki), in cui furono fucilati 15 cittadini sovietici.
- Werner Findeisen. Nel periodo dall'agosto 1942 all'aprile 1943, nel distretto Dedovičskij nella regione di Pskov e nel distretto Belebëlkovskij nella regione di Novgorod, per ordine di Findeisen, i suoi subordinati spararono a più di 200 cittadini, bruciarono 53 insediamenti, deportarono più di 2 000 persone in Germania.
- Willy Mol. Nel dicembre 1941, con un plotone di gendarmi e "con il pretesto di combattere i partigiani" partecipò all'esecuzione di 150 civili sovietici e alla distruzione di 12 insediamenti nella regione di Molvoticy. Nel gennaio 1942, Mol, nel villaggio di Cemena (distretto Demjanskij), partecipò all'impiccagione di 5 cittadini sovietici. Nel febbraio 1942 Mol nel villaggio di Jamnik, distretto Demjanskij, partecipò all'esecuzione di 4 cittadini sovietici (tra cui l'insegnante Gromova). Nel maggio 1942 a Demjansk Mol partecipò all'arresto di 20 cittadini sovietici, di cui 5 persone furono successivamente uccise (2 persone uccise personalmente da Mol). Nel dicembre 1943, Mol e i suoi subordinati deportarono 300 cittadini sovietici in Germania. Nell'aprile del 1945, a Leide (Lettonia), Mol sparò a un cittadino sovietico.
- Benno Meyer. Tra il gennaio 1942 e il marzo 1943, interrogò personalmente più di 200 cittadini sovietici, "usando la tortura durante gli interrogatori, nonché metodi di provocazione". Sulla base dei materiali così raccolti, 10 persone furono uccise senza processo, "il resto è stato imprigionato e nei campi, dove molti di loro sono morti per condizioni di detenzione disumane". Nel gennaio 1943, per ordine di Zasse, la Meyer partecipò all'esecuzione di due donne sovietiche a Ostrov.
- Alexander Lantrevits. Nell'ottobre 1942 partecipò all'impiccagione del sedicenne Nikolaj Eršov nella fattoria statale del distretto di Gorodišče Ostrovskij. Nel dicembre 1942, Lantrevits prese parte all'impiccagione di Claudia Nazarova e di altri 4 membri del Komsomol. Nel 1943 Lantrevits partecipò alla deportazione di 1800 cittadini sovietici da Novoržev in Germania.

Pertanto, i crimini imputati a tutti gli accusati (tranne Wilrodt) furono commessi nel territorio della Russia nord-occidentale. Alcuni degli accusati commisero anche dei crimini in altri territori dell'URSS:
- Haunsperger, Dobler e Mol, in Lettonia;
- Rupprecht, nella regione di Vicebsk in Bielorussia.

L'imputato Wilrodt commise tutti i suoi crimini sul territorio della regione di Polack in Bielorussia, in seguito inclusa nella regione di Vitebsk.

### Qualificazione giuridica degli atti degli imputati
Tutti gli imputati furono processati secondo il decreto del Presidium del Soviet Supremo dell'URSS del 19 aprile 1943.

### Prove per l'accusa
Come prove contro gli imputati furono utilizzate:
- La testimonianza dei testimoni, sia cittadini sovietici sia prigionieri di guerra;
- Le confessioni degli imputati tranne Kurt Herzog che si dichiarò non colpevole;
- Gli atti di esumazione con le fotografie scattate.[15]

I materiali del caso ammontarono a 54 volumi.
Dopo il rimpatrio, alcuni detenuti si lamentarono per le calunnie del loro comandante, il generale Joseph Rupprecht. Il maggiore Paul Wilrodt affermò che il verdetto si basò solo su una falsa dichiarazione di Rupprecht. Rupprecht fu denunciato dopo il rimpatrio dal maggiore Karl Winter, che affermò:

### Testimoni dell'accusa ed esperti
Durante il processo furono interrogati 36 testimoni:
- 31 residenti nelle regioni di Novgorod, Pskov e Leningrado;
- 5 prigionieri di guerra tedeschi.

Tra i testimoni fu interrogato il sacerdote Nikolaj Lomakin, che testimoniò già al processo di Norimberga, in qualità di membro della Commissione Straordinaria di Stato esaminò i templi di Novgorod nel febbraio-marzo 1944.

## La linea di difesa e gli avvocati degli imputati
In relazione all'accusa, i 19 imputati furono suddivisi in tre gruppi:
- Piena ammissione di colpa per 6 imputati (Karl Sasse, Karl Winter, Peter Dobler, Friedrich Münch, Willy Mol e Fritz Hubbe);
- Dichiarazione di colpevolezza parziale per 12 imputati (Joseph Rupprecht, Werner Findeisen, Hans Haunsperger, Joseph Goering, Heinrich Fischer, Max Breuer, Albert Frankenstein, Johann Kairat, Hans Presler, Paul Wilrodt, Alexander Lantrewitz e Benno Meyer). Si dichiararono colpevoli della partecipazione alle operazioni punitive, ma ogni volta dichiararono di seguire l'ordine del comando;
- Non motivo di colpa per 1 imputato (Kurt Herzog). Si dichiarò non colpevole di nessuna delle accuse.

Gli imputati furono difesi da avvocati sovietici: V. N. Gavrilov, N. P. Uspenskij, Ju. I. Karachan, N. Ja. Šarkov, P. N. Volkov, Ja. P. Kan, N. A. Micheev.

### Denunce degli imputati per tortura durante le indagini
Nel corso delle indagini furono registrate le denunce per maltrattamenti di due accusati. Werner Findeisen dichiarò durante l'interrogatorio di essere innocente e rinunciò alla sua precedente testimonianza, presso il Ministero degli affari interni della Repubblica socialista sovietica autonoma tartara motivò il suo rifiuto con il fatto che i metodi di indagine utilizzati contro di lui fossero illegali. Contestualmente fu effettuato un monitoraggio operativo per Findeisen, riferì all'informatore nella cella:
Dopo il rifiuto, gli inquirenti ricontrollarono la testimonianza di Findeisen: un investigatore si recò appositamente nel luogo in cui furono commessi i crimini di guerra di cui fu accusato.
L'imputato Fritz Hubbe dichiarò di essere stato picchiato durante gli interrogatori nel dipartimento del campo n. 22 di Riga: la richiesta fu inviata a Riga per ottenere dal suddetto investigatore una spiegazione sul merito della dichiarazione di Hubbe, da inviare urgentemente a Novgorod.
Dopo il rimpatrio in Germania, tre imputati del processo di Novgorod si lamentarono dei metodi crudeli dell'indagine. Il ricercatore tedesco Manfred Zeidler ha citato le dichiarazioni di tre detenuti rimpatriati (tra cui Findeisen) sulla crudeltà:
- "tortura" (Werner Findeisen);
- "interrogatorio davanti a una stufa calda, intimidazioni, cella di punizione, fame, percosse" (Johann Kairat);
- "durante l'intero interrogatorio nel campo sono stati trattati nel peggiore dei modi" (Willy Mol).

Dmitrij Astaškin dubita dell'autenticità di queste lamentele. In particolare, ha osservato che le denunce sono troppo brevi ed è impossibile capire chi si sia lamentato e dove siano avvenuti gli eventi da loro descritti. Quindi, la parola "campo" ("Lager"), citata da Mol, non si riferisce alla prigione n. 1 del Dipartimento di Novgorod del Ministero degli Affari Interni.

## Aula del processo
Il processo si svolse nella sala del teatro cittadino, nei quartieri del metropolita del Cremlino di Novgorod. L'aula del tribunale ospitò circa 250 spettatori.

### Accesso pubblico all'aula
Nel foyer del teatro dove si è svolto il processo fu allestita una mostra fotografica con i ritratti dei 16 imputati. In aula furono ammesse le delegazioni delle regioni di Leningrado, Pskov e Velikie Luki, i giornalisti e i residenti della città del dopoguerra. Al processo parteciparono segretamente degli agenti del Dipartimento del Ministero della Sicurezza dello Stato dell'URSS per identificare le carenze nell'organizzazione del processo e monitorare la reazione della popolazione. Sotto la direzione di L. I. Kuprijanova, fu allestito presso la fabbrica Kinochronika di Leningrado un film documentario "Le atrocità e la distruzione degli invasori nazisti nel territorio delle regioni di Novgorod e Pskov da loro occupate temporaneamente". Ai delegati e ai testimoni fu offerta una proiezione speciale di questo film, così come i film "La distruzione degli anni. Peterhof, Pavlovsk, Gatčina" e il film "Leningrado nell'assedio". Gli stessi film furono proiettati anche nelle sale cinematografiche per la visione della popolazione.

## Cronologia delle udienze in tribunale
Il processo durò dal 7 al 18 dicembre 1947. Di solito ci furono 2 riunioni al giorno, al mattino e alla sera. Non ci furono riunioni il 12 e 15 dicembre 1947.
La cronologia degli incontri fu la seguente:
- Il 7 dicembre, alle 14, iniziò il processo: la lettura dell'atto d'accusa e l'interrogatorio dell'imputato Rupprecht.
- 8 dicembre (solo sessione mattutina): interrogatorio degli imputati Rupprecht, Haunsperger, Dobler, Fischer, Winter, Wilrodt.
- 9 dicembre (due sessioni). Sessione mattutina: interrogatori degli imputati Goering e Sasse. Sessione serale: interrogatori degli imputati Sasse, Meyer e Lantrevits.
- 10 dicembre (due sessioni). Sessione mattutina: interrogatorio degli imputati Lantrevits, Breuer e Frankenstein. Sessione serale: interrogatori degli imputati Habbe, Kairat e Presler.
- 11 dicembre (due sessioni). Sessione mattutina: interrogatorio degli imputati Munch e Herzog. Sessione serale: interrogatorio degli imputati Duke, Mol e Findeisen.
- 13 dicembre (due sessioni). Sessione mattutina: interrogatorio dei testimoni (prigionieri di guerra) tedeschi Janke, Pelhau, Zikgraf, Shiwek, Bera. Fu interrogato anche il testimone Nilov. Sessione serale: interrogatorio dei testimoni K. V. Šitov, L. V. Ivanov, P. Timofeev, M. V. Smirnova, K. E. Efremov, L. S. Archipova e E. G. Vasil'ev, l'arciprete N. Lomakin, il testimone P. I. Il'in, l'architetto S. N. Davydov.
- 14 dicembre (due sessioni). Sessione mattutina: interrogatorio dei testimoni A. V. Kokorin, M. M. Ivanov, E. I. Beljaev, A. Petrov, E. I. Bukšin, E. I. Ivanov, V. Alekseev, M. Moiseev, A. Želudev, A. Puntus, A. P. Artem'ev. Sessione serale: l'interrogatorio dei testimoni A. D. Dmitriev, A. S. Jalovskaja, T. S. Kaban, la conclusione dell'esperto medico legale Vladimirskij. Ci fu l'annuncio della fine dell'indagine e venne annunciata una pausa fino alle 17:00 del 16 dicembre per preparare le parti al dibattito.
- 16 dicembre: discorsi del pubblico ministero e degli avvocati.
- 17 dicembre: ultime parole degli imputati.
- 18 dicembre (sera): il presidente della Corte pronunciò il verdetto.

## La sentenza e l'esecuzione
Il 18 dicembre 1947 fu emesso il verdetto, secondo il quale tutti i 19 imputati furono giudicati colpevoli di aver commesso i crimini ai sensi dell'articolo del Decreto del Presidium del Soviet Supremo dell'URSS del 19 aprile 1943 e, in base agli articoli 319 e 320 del Codice di procedura penale della RSFSR, furono condannati alla reclusione in un campo di lavoro correzionale per 25 anni ciascuno. Il verdetto prevedeva la possibilità di essere impugnato, depositando un ricorso per cassazione entro 72 ore.
I prigionieri furono mandati al campo. Kurt Herzog e Joseph Rupprecht morirono in custodia. Nel 1956, i detenuti sopravvissuti al processo di Novgorod furono rimpatriati.

## La questione della riabilitazione
Al 2019, tutti i condannati nel processo di Novgorod non sono stati riabilitati.

## Costi per il processo di Novgorod
Il processo di Novgorod costò alle autorità sovietiche 55000 rubli.

## L'influenza degli organi di partito sul tribunale
Il primo segretario del comitato regionale del PCUS di Novgorod G. Ch. Bumagin fu regolarmente informato sull'andamento delle indagini e del processo. Dmitrij Astaškin è giunto alla conclusione che Bumagin non ebbe alcuna influenza né sull'indagine né sul processo.
Anche la dirigenza centrale fu informata sull'andamento del processo. Il 3 dicembre 1947, al termine delle indagini, arrivarono a Mosca il capo del gruppo operativo-investigativo, il colonnello Majorov, il procuratore militare Afanas'ev e il presidente del tribunale militare Isaenkov, per riferire alla commissione governativa sull'organizzazione dei processi ai criminali nazisti.

## Copertura mediatica del processo

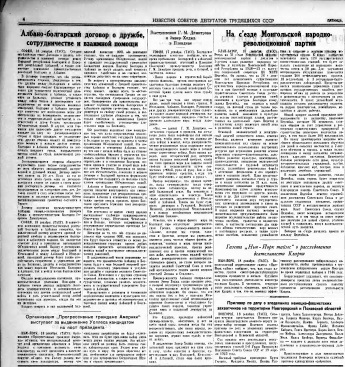
Messaggio sul verdetto dei Soviet dei Deputati Operai dell'URSS, Izvestija n. 298 (9520) del 19 dicembre 1947

La risoluzione del Politburo del Comitato centrale del Partito comunista dei bolscevichi "Sulla conduzione dei processi degli ex militari dell'esercito tedesco e degli organi punitivi tedeschi" prescrisse:
"Il corso dei processi dovrebbe essere sistematicamente coperto a livello locale premere e brevemente coperti nella pressa centrale".
La copertura dei media del processo di Novgorod fu supervisionata dal presidente della Commissione statale straordinaria a Novgorod, L. I. Kuprijanova, che si preoccupò di inviare le lettere agli editori responsabili sull'invio di corrispondenti, concordò l'organizzazione dei viaggi di lavoro per i giornalisti con i segretari dei comitati regionali del Partito comunista di Pskov, Velikie Luki e Leningrado. 12 giornalisti lavorarono direttamente al processo di Novgorod: TASS, Pravda, Izvestija, Leningradskaja Pravda, Na straže Rodiny, Pskovskaja Pravda, Velikolukskaja Pravda, Novgorodskaja Pravda. Večernij Leningrad e Smena scrissero del processo di Novgorod in contumacia.
Pertanto, il processo di Novgorod fu seguito dalla stampa sovietica sia centrale sia locale. La Novgorodskaja Pravda trattò nel modo più dettagliato il corso del processo dedicando 14 testi al processo dal 7 al 21 dicembre 1947: l'atto di aprire le fosse, la chiusura dell'accusa, le trascrizioni delle sessioni del tribunale, i rapporti e i saggi. Le pubblicazioni in Novgorodskaja Pravda furono accompagnate dalle fotografie e dalle caricature degli accusati.
Novgorodskaja Pravda caratterizzò gli imputati in modo molto negativo. Così, nella pubblicazione del 9 dicembre 1947, gli imputati e gli occupanti furono definiti come:
- "assassini e stupratori";
- "barbari fascisti";
- "demoni";
- "Mascalzoni fascisti tedeschi".

Quindi riguardo all'imputato Rupprecht, Novgorodskaja Pravda riferì:
Kuprijanova riferì quanto segue sul suo lavoro con i giornalisti in un rapporto al presidente della Commissione statale straordinaria N. M. Švernik:
I materiali di prova sono stati trasmessi alle radio delle città di Novgorod, Pskov, Velikie Luki, Leningrado. Anche il presidente della Commissione statale straordinaria, L. I. Kuprijanova, fu coinvolto nelle trasmissioni radiofoniche. Parlò alla radio, riferendo a Švernik in seguito:
L'ultima pubblicazione della Novgorodskaja Pravda sul processo fu un articolo di Kuprijanova, in cui, oltre a elencare i crimini di guerra sulla terra di Novgorod, il processo fu legato alla politica di Stalin (in particolare, con la riforma monetaria del 1947):
La stampa dell'Unione scrisse meno sul processo rispetto alla stampa locale. Furono pubblicati solo 5 materiali sul processo di Novgorod sui media sindacali: 4 articoli su Izvestija (inclusi tre rapporti del corrispondente speciale B. Čertkov, trasmessi per telefono) e 1 articolo su Pravda ("Il processo ai carnefici nazisti in Novgorod").
La mancanza di copertura dei processi aperti del 1947 (compresa Novgorod) nella stampa sovietica centrale fu riconosciuta da Sergej Kruglov in una lettera al ministro degli Esteri Vjačeslav Molotov datata 9 aprile 1948:

## Stime dei contemporanei
Sul processo di Novgorod, il Dipartimento del Ministero della Sicurezza dello Stato ha compilato 4 rapporti speciali includendo 55 "dichiarazioni più particolari" sul processo. La maggior parte delle dichiarazioni riguardò la colpevolezza degli imputati:
Furono espressi i rimpianti per l'abolizione della pena di morte in URSS, furono espresse le richieste per ottenere un'equa punizione: dal linciaggio e impiccagione a 25 anni di duro lavoro, "in modo che sentano tutti gli abusi e le prove che abbiamo subito durante la loro prigionia".
I cittadini sovietici dubitarono dell'efficacia della corte sovietica, ritenendo che i criminali tedeschi sarebbero stati puniti in tempi brevi e poi rimpatriati, e sarebbero state quindi create le condizioni per la reclusione molta blanda. Questo punto di vista fu tipico anche di alcuni rappresentanti della corte sovietica. L'assessore al tribunale militare E. Ivanova dichiarò:
Furono espresse diverse opinioni dalle persone che lavorarono nei media sovietici. B. Tjutjaev, dipendente della Novgorodskaja Pravda, affermò: "È un peccato che la pena di morte sia stata abolita per tali carnefici".
P. Machov, fotoreporter della Novgorodskaja Pravda, riconobbe le atrocità degli imputati nel processo di Novgorod, ma credette che i tedeschi non potessero rifiutarsi di seguire l'ordine di Hitler. Inoltre, Machov giustificò i crimini degli imputati con le azioni dei partigiani sovietici:
L'incolpare i partigiani fu registrato nelle dichiarazioni di alcuni testimoni oculari dei processi tra i residenti locali. Ad esempio, la donna delle pulizie del teatro E. I. Kornilova parlò degli imputati del processo di Novgorod:
I contemporanei hanno anche espresso dubbi sulle prove presentate al pubblico sovietico. Così, Vasil'ev, un impiegato del distretto Šimskij, mentre esaminava la mostra delle atrocità dei criminali di guerra tedeschi (in connessione con il processo di Novgorod) disse:
In generale, secondo i rapporti speciali, pochi cittadini sovietici criticarono l'andamento del processo, la società civile sostenne l'accusa e augurò agli imputati una severa punizione.
Le persone riconobbero gli imputati visti durante l'occupazione. Ad esempio, A. V. Anoškina durante il processo osservò:

## Il processo nella cultura di massa
Negli anni '40, non fu girato nessun film documentario sul processo di Novgorod. I giornalisti che lavorarono al processo non lasciarono memorie in merito.
Sul processo di Novgorod fu scritta una poesia del poeta locale N. Borisov, che però non fu pubblicata, al contrario fu scoperta in seguito da Boris Kovalëv e pubblicata nel 2019.
Nel 2015, il processo di Novgorod è diventato una sorta di simbolo del progetto scientifico popolare della Società storica militare russa "Norimberga sovietica" su 21 processi sovietici di criminali di guerra nel 1943-1949 (autore: Dmitrij Astaškin).
Nell'ambito di questo progetto, sono stati organizzati:
- il sito web "Norimberga sovietica";[48]
- la mostra multimediale itinerante a Smolensk, Sebastopoli, Kerč' e in altre città. La mostra fu visitata, in occasione dell'inaugurazione il 17 novembre 2015, dal presidente della Duma di Stato russa Sergej Naryškin e dal ministro della Cultura russo Vladimir Medinskij.

Il 16-17 dicembre 2017, la prima teatrale della ricostruzione del processo di Novgorod si è svolta a Velikij Novgorod, nella stessa aula del tribunale del 1947.
A quel tempo, la sala del teatro fu cambiata, ma il palcoscenico fu conservato. La scenografia del processo fu restaurata secondo le fotografie disponibili. Per la sceneggiatura furono utilizzate sia vecchie pubblicazioni di giornali che 6 file d'archivio. Nella sceneggiatura furono incluse le memorie di due testimoni oculari del processo di Novgorod sopravvissuti fino al 2017: V. V. Moščenkov, classe 1929, e L. A. Abrosimova, classe 1930. La sceneggiatura è stata scritta da due specialisti: Dmitrij Astaškin e Sergej Kozlov. L'autore dell'idea e il direttore artistico della produzione fu Daniil Dončenko. Jurij Kuncevič, un giudice del tribunale militare del distretto di Leningrado divenne il consulente storico. Con il permesso dei consulenti legali, il linguaggio ripetitivo del tribunale fu omesso e la durata della ricostruzione fu di 1 ora e 40 minuti. A causa della segretezza in quel momento della maggior parte degli atti processuali, essi dovettero essere sostituiti durante la ricostruzione con filmati video. La ricostruzione fu effettuata a spese di una sovvenzione del Presidente della Russia. Il team del progetto fu composto da 60 persone.
Nel 2018, fu girato il film documentario di 44 minuti "Senza prescrizione. Possa tu essere giudicato!", regia di Michail Elkin, sceneggiatura di Alexander Zvjagincev.

### Accesso ai materiali del processo
A partire dal 2019, alcuni dei documenti del processo di Novgorod sono classificati e inaccessibili ai ricercatori, alcuni dei documenti sono stati declassificati negli anni '90. Nel 2005, nel libro di M. N. Petrov, sono stati pubblicati per la prima volta alcuni documenti del processo di Novgorod compreso il verdetto, dagli archivi della Direzione dell'FSB per la regione di Novgorod e dall'Archivio centrale dell'FSB.

### Studio del processo
Dal 2016, lo studio del processo di Novgorod è stato sostenuto da una sovvenzione franco-russa per il Centro di ricerca dell'Università statale di Novgorod nell'ambito di un progetto internazionale triennale "Processi sovietici ai criminali di guerra nel 1943-1991: obiettivi , funzioni ed effetti della mediatizzazione selettiva".